# 弗拉维勒马泰勒
弗拉维勒马泰勒（法語：Flavy-le-Martel，法語發音：[flavi lə maʁtɛl]）是法国上法蘭西大區埃纳省的一个市镇，属于圣康坦区。

## 地理
弗拉维勒马泰勒（49°42'48"N, 3°11'35"E）面积12.83 平方千米，位于法国上法蘭西大區埃纳省，该省份为法国北部内陆省份，北起北部省，西接索姆省和瓦兹省，东临阿登省和马恩省，西南至塞纳-马恩省，东北部与比利时接壤。
与弗拉维勒马泰勒接壤的市镇（或旧市镇、城区）包括：阿努瓦、弗里耶尔-法尤埃勒、瑞西、拉讷维尔昂贝讷、圣西蒙、维勒基耶欧蒙。

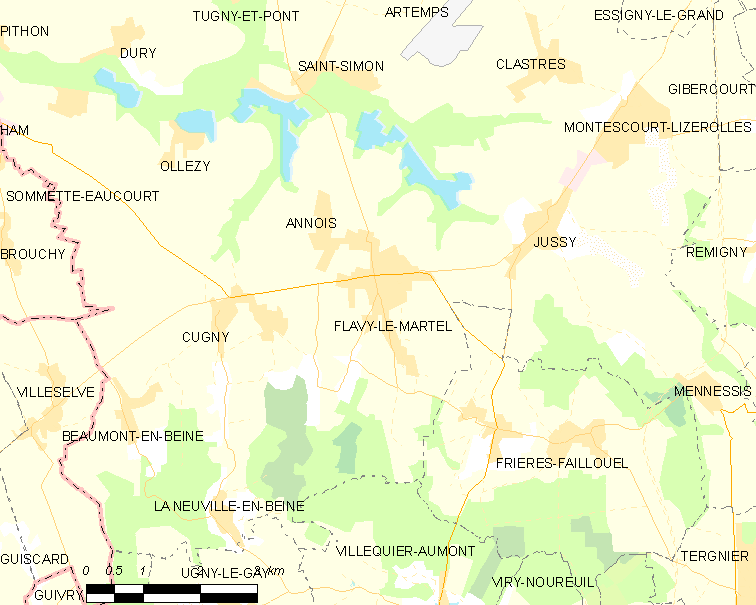
弗拉维勒马泰勒的OSM定位图

弗拉维勒马泰勒的时区为UTC+01:00、UTC+02:00（夏令时）。

## 行政
弗拉维勒马泰勒的邮政编码为02520，INSEE市镇编码为02315。

## 政治
弗拉维勒马泰勒所属的省级选区为里布蒙县。

## 人口

1962-2008年间弗拉维勒马泰勒人口变化图示

弗拉维勒马泰勒于2022年1月1日时的人口数量为1698人。